# سایه یک شک (فیلم ۱۹۹۸)
سایه یک شک (به انگلیسی: Shadow of Doubt) فیلمی محصول سال ۱۹۹۸ و به کارگردانی رندل کلایسر است. در این فیلم بازیگرانی همچون ملانی گریفیث، تام برنگر، کریگ شفر، هوی لویس، وید دومینگز، جیمز موریسون، نینا فوخ، آنتونی پلنا، ریچارد پورتنو، جان ریتر و تیا تکسادا ایفای نقش کرده‌اند.